# Biserica Sfântul Martin din Brașov
Biserica Sfântul Martin este o biserică evanghelică-luterană și unul dintre cele mai vechi monumente din Brașov. Edificiul a fost inițial biserică romano-catolică și l-a avut drept patron pe Sf. Martin de Tours. 

## Istoric
Se crede că zidirea bisericii a început în anul 1235. În anul 1395 regele Sigismund a comandat o slujbă aici, pe una dintre uși este înscris anul 1522, iar pe clopotul bisericii "Magister Andreas de brash, anno 1521". După unii istorici primii proprietari ai mănăstirii au fost călugării franciscani, care au fost alungați pe măsura pătrunderii luteranismului. În presupusa clădire a mănăstirii, în casa parohială de acum se pare că a fost prima locație a primăriei orașului, locul unde în 1395 s-a semnat tratatul de alianță între Mircea cel Bătrân și Sigismund de Luxemburg. Înfățișarea actuală a bisericii datează din 1792 când suprafața a fost dublată. Din acea vreme datează și decorațiunile interioare.
Biserica aparține de Biserica Evanghelică C.A. din Brașov (Honterusgemeinde), slujbă se ține odată pe lună, în prima duminică, în limba română.

## Galerie

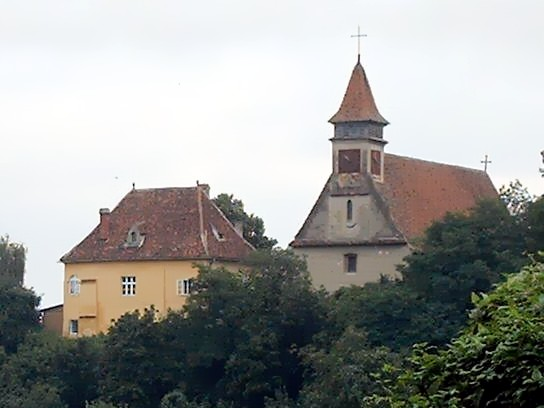
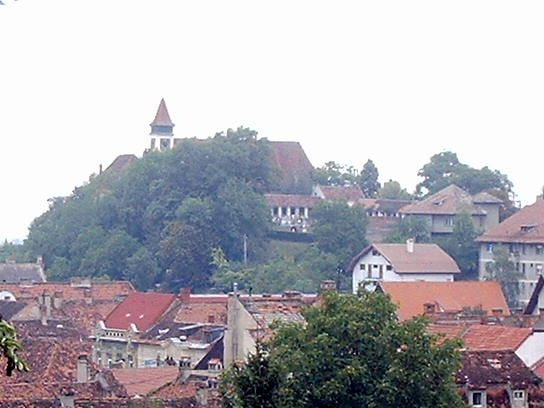

## Legături extrene
Materiale media legate de Biserica Sfântul Martin din Brașov la Wikimedia Commons
- www.honterusgemeinde.ro Arhivat în 4 martie 2016, la Wayback Machine.